# 최훈락
최훈락(1982년 5월 12일 ~ )은 전 KIA 타이거즈 소속 야구선수이자, 현 제주관광대학교 코치다. 2014시즌 퓨처스리그 종료 후 방출되었다.

## 등번호
- 59 (2010~2014)

## 학력
- 부천신흥초등학교
- 부천중학교
- 부천고등학교
- 단국대학교

## 기타
- 별명 : 불량감자
- 커리어하이 : 2010년

## 같이 보기
- 2005년 KIA 타이거즈 시즌
- 2007년 KIA 타이거즈 시즌
- 2010년 KIA 타이거즈 시즌
- 2011년 KIA 타이거즈 시즌
- 2012년 KIA 타이거즈 시즌
- 2013년 KIA 타이거즈 시즌